# Jan V (maronicki patriarcha Antiochii)
Jan V - duchowny katolicki kościoła maronickiego, w latach 1367–1404 43. patriarcha tego kościoła - "maronicki patriarcha Antiochii i całego Wschodu".